# Seznam marockých panovníků

Současná marocká královská standarta

Seznam marockých panovníků zahrnuje postupně vládnoucí marocké sultány a krále od roku 788 do současnosti. Do roku 1957 užívali maročtí panovníci titul sultána (sultan), od roku 1957 užívají titul krále (malik). Seznam je rozdělen podle vládnoucích dynastií. V současnosti vládne král Muhammad VI. z alawitské dynastie.

## Almorávidé
- Abdalláh ibn Jásín – (1061–1106)
- Alí ibn Júsuf – (1106–1142)
- Tášfín ibn Alí – (1142–1146)
- Ibráhím ibn Tášfín – (1146)
- Iěak ibn Alí – (1146–1147)

## Almohadové
- Abd al-Múmin – (1145–1163)
- Abú Jakúb Júsuf – (1163–1184)
- Abú Júsuf Jakúb al-Mansúr – (1184–1199)
- Mohamed an-Násir – (1199–1213)
- Júsuf ben an-Násir – (1213–1224)
- Abdul-Wáhid I. – (1224)
- Abdalláh al-Adil – (1224–1227)
- Jahjá – (1227–1235)
- Idrís I. – (1227–1232)
- Abdul-Wáhid II. – (1232–1242)
- Alí – (1242–1248)
- Umar – (1248–1266)
- Idrís II. – (1266–1269)

## Marínovci
- Abd al-Haqq I – (1195–1217)
- Uthman I – (1217–1240)
- Muhammad I – (1240–1244)
- Abu Yahya ibn Abd al-Haqq – (1244–1258)
- Umar – (1258–1259)
- Abu Yusuf Yaqub – (1259–1286)
- Abu Yaqub Yusuf – (1286–1306)
- Abu Thabit – (1307–1308)
- Abu l-Rabia – (1308–1310)
- Abu Said Uthman II. – (1310–1331)
- Abu Al-Hasan ibn Othman – (1331–1348)
- Abu Inan Faris – (1348–1358)
- Muhammad II. as Said – (1359)
- Abu Salim Ali II. – (1359–1361)
- Abu Umar Taschufin – (1361)
- Abu Zayyan Muhammad III. – (1362–1366)
- Abu l-Fariz Abdul Aziz I. – (1366–1372)
- Abu l-Abbas Ahmad – (1372–1374)
- Abu Zayyan Muhammad IV. – (1384–1386)
- Muhammad V. – (1386–1387)
- Abu l-Abbas Ahmad – (1387–1393)
- Abdul Aziz II. – (1393–1398)
- Abdullah – (1398–1399)
- Abu Said Uthman III. – (1399–1420)
- Abdalhaqq II. – (1420–1465)

## Vattásovci
- Abu Zakariya Muhammad al-Saih al-Mahdi (1472–1505)
- Abu Abdallah Muhammad I (1505–1524)
- Abul Abbas Ahmad (1524–1550)

## Saadové
- Abú Abdalláh al-Kaim – (1509–1517)
- Ahmed al-Aradž – (1517–1544)
- Mohamed eš-Šejch – (1544–1557), po roce 1554 ovládal celé Maroko
- Abdalláh el-Ghálib – (1557–1574)
- Mohamed el-Mottwakil – (1574–1576)
- Abú Marwan Abd al-Málik – (1576–1578)
- Ahmed I. al-Mansur – (1578–1603)

Roku 1603 se dynastie rozdělila na dvě linie:
| linie z Fésu: | linie z Marrakéše: |
| - Abú Faris – (1603–1608) - Mohamed eš-Šejch el-Mamún – (1608–1613) - Abdalláh II. – (1613–1623) - Abd al-Málik – (1623–1627) | - Zajdan el-Násir – (1603–1627) - Abd al-Málik II. – (1627–1631) - Al-Wálid – (1631–1636) - Mohamed eš-Šejch es-Sghir – (1636–1655) - Ahmed el-Abbás – (1655–1659) |

## Alawité
- Šaríf ibn Alí – (1631–1636),sultán Tafilalu
- Muhammad I. ibn Šaríf – (1636–1664),sultán Tafilalu
- ar-Rašíd ibn Šaríf – (1664–1672), 1664–1666 sultán Tafilalu potom celého Maroka
- Ismáíl ibn Šaríf – (1672–1727)
- Abdul Abbás Ahmad – (1727–1728) – první vláda
- Abdulmalik – (1728)
- Abdul Abbás Ahmad – (1728–1729) – druhá vláda
- Abdulláh – (1729–1735) – první vláda
- Alí – (1735–1736)
- Abdulláh – (1736) – druhá vláda
- Muhammad II. – (1736–1738)
- Al-Mostadí – (1738–1740)
- Abdulláh – (1740–1741) – třetí vláda
- Zín al-Abidín – (1741)
- Abdulláh – (1741–1742) – čtvrtá vláda
- Al-Mostadí – (1742–1743) – druhá vláda
- Abdulláh – (1743–1747) – pátá vláda
- Al-Mostadí – (1747–1748) – třetí vláda
- Abdulláh – (1748–1757) – šestá vláda
- Muhammad III.ibn Abdulláh – (1757–1790)
- Jazíd – (1790–1792)
- Sulajmán – (1792–1822)
- Abdurrahmán – (1822–1859)
- Muhammad IV. – (1859–1873)
- Hasan I. – (1873–1894)
- Abdulazíz – (1894–1908)
- Abdulhafid – (1908–1912), donucen Francií abdikovat

### Pod francouzským protektorátem (1912–1956)
- Mulaj Júsuf – (1912–1927)
- Muhammad V. – (1927–1956), od roku 1956 nezávislý

### Opět nezávislí (od 1956)
| jméno        | obrázek      | období vlády | život     | rodiče                            | poznámky                 |
| ------------ | ------------ | ------------ | --------- | --------------------------------- | ------------------------ |
| Muhammad V.  | Muhammad V.  | 1956–1961    | 1909–1961 | Mulaj Júsuf                       | do 1957 roku jako sultán |
| Hasan II.    | Hasan II.    | 1961–1999    | 1929–1999 | Muhammad V. Lalla Alba bint Tahar |                          |
| Muhammad VI. | Muhammad VI. | od 1999      | *1963     | Hasan II. Latifa Hammou           |                          |